# Sterne argentée
Sternula superciliaris
Espèce
Statut de conservation UICN

 LC  : Préoccupation mineure
Synonymes
- Sterna superciliaris

La Sterne argentée (Sternula superciliaris) est une espèce d'oiseaux appartenant à la famille des Laridae.
La Sterne argentée mesure environ 23 centimètres. Elle ressemble beaucoup à la Petite Sterne (Sternula antillarum) d'Amérique du Nord : calotte noire, front blanc, bec jaune, queue courte et un dessus clair. Cependant, elle est légèrement plus grande, avec des pattes plus longues et un bec jaune plus fort sans pointe noire. Les pattes sont jaunes en costume nuptial puis deviennent verdâtres mais jamais noires.